# جون هه بین
جون هه بین (کره‌ای: 전혜빈؛ زادهٔ ۲۷ سپتامبر ۱۹۸۳) بازیگر اهل کره جنوبی است.